# Kelly DeVries
Kelly DeVries, né le 23 décembre 1956 à Provo dans l'Utah, est un historien américain spécialisé dans la guerre au Moyen Âge.

## Biographie
Kelly DeVries est professeur d'histoire à l'université Loyola du Maryland.

## Publications
- Infantry Warfare in the Early Fourteenth Century, Boydell Press, 1996  (ISBN 0851155677)
- (en) Joan of Arc : A Military Leader, Stroud, Sutton Publishing, 1999, XIV-242 p. (ISBN 0-7509-1805-5, présentation en ligne)
- The Norwegian Invasion of England in 1066, Boydell Press, 1999  (ISBN 1843830272)